# Sceptre (U-Boot, 1943)
HMS Sceptre (Kennung: P215) war ein U-Boot der britischen Royal Navy im Zweiten Weltkrieg.

## Geschichte
siehe: Geschichte der Seraph-Klasse und detaillierte Geschichte der S-Klasse
Die Sceptre (engl.: Zepter) war ein Boot des dritten Bauloses der S-Klasse. Dieses Baulos wird auch als Seraph-Klasse bezeichnet.
Sie wurde am 25. Juli 1940 bei Scotts Shipbuilding and Engineering Company in Greenock auf Kiel gelegt, lief am 6. Januar 1943 vom Stapel und wurde von der Royal Navy am 15. April 1943 in Dienst gestellt.
Im September 1943 nahm die Sceptre an der Operation Source teil. An der Aktion waren außerdem die Schwesterboote Stubborn, Syrtis und Sea Nymph, zwei Boote der T-Klasse und sechs Kleinst-U-Boote der X-Klasse beteiligt. Ziel der Operation war, die deutschen Großkampfschiffe Tirpitz und Scharnhorst sowie das Panzerschiff Lützow mit den Kleinst-U-Booten anzugreifen. Die X-Boote mussten aufgrund ihrer geringen Reichweite von größeren U-Booten in ihre Zielgebiete geschleppt und nach dem Angriff auch wieder abtransportiert werden. Die Sceptre war das Mutterschiff der X 10. Das Kleinst-U-Boot musste seinen Angriff wegen verschiedener technischer Probleme abbrechen. Mindestens zwei der übrigen X-Boote erreichten die Tirpitz und konnten ihr schwere Schäden beibringen.
Am 7. März 1944 torpedierte die Sceptre den Frachter Lippe (7849 BRT) vor dem Foldafjord (Norwegen) bei 64° 32′ N, 10° 38′ O. Das deutsche Handelsschiff wurde schwer beschädigt und strandete nach dem Angriff.
Am 20. Mai 1944 versenkte die Sceptre vor Bilbao das deutsche Frachtschiff Hochheimer (ex britisch Ronwyn; 1894 BRT) bei 43° 24′ N, 3° 30′ W mit Torpedos. Bei demselben Angriff wurden die deutschen Vorpostenboote V 402 und V 405 verfehlt.
Drei Tage später, am 23. Mai 1944, torpedierte und versenkte das britische U-Boot vor Castro Urdiales den deutschen Frachter Baldur (ex dänisch Jacob Christensen; 3630 BRT).
Am 20. September 1944 griff Sceptre elf Seemeilen westsüdwestlich von Eigerøya bei 58° 23′ N, 5° 34′ O das norwegische Frachtschiff Vela (1184 BRT) und den deutschen Minensucher M 132 (874 ts) mit Torpedos an. Beide Schiffe wurden versenkt. Im selben Monat transportierte sie das Kleinst-U-Boot X 24 nach Bergen, wo es ein großes Schwimmdock versenkte.
Am 20. Oktober 1944 versenkte die Sceptre vor Lister (Norwegen) bei 58° 37′ N, 5° 30′ O den deutschen Hilfs-U-Jäger UJ 1111 mit Torpedos.
Nach den Kampfeinsätzen wurde die Sceptre als Übungsziel eingesetzt. Um auch die modernen und schnellen deutschen Typ-XXI-Boote zumindest ansatzweise simulieren zu können, wurde sie mit leistungsfähigeren Akkumulatoren ausgestattet, für eine bessere Stromlinienform alle verzichtbaren Aufbauten einschließlich des Deckgeschützes demontiert und zur Gewichtsersparnis auch auf die übrige Bewaffnung komplett verzichtet.
Die Royal Navy setzte das U-Boot auch nach dem Krieg zur Ausbildung ein. Am 15. April 1947 kollidierte die Sceptre mit dem britischen Schlachtschiff Nelson, wobei das Großkampfschiff beschädigt wurde.
Am 8. August 1949 wurde die Sceptre bei einer Explosion der Akkumulatoren schwer beschädigt und im September desselben Jahres in Gateshead verschrottet.